# Carrington (filme)
Carrington (bra: Carrington - Dias de Paixão, ou Carrington; prt: Carrington) é um filme franco-britano-estadunidense de 1995, do gênero drama romântico-biográfico, escrito e dirigido por Christopher Hampton, baseado na biografia de Lytton Strachey escrita por Michael Holroyd.

## Elenco
- Emma Thompson...Dora Carrington
- Jonathan Pryce...Lytton Strachey
- Steven Waddington...Ralph Partridge
- Samuel West...Gerald Brenan
- Rufus Sewell...Mark Gertler
- Penelope Wilton...Madame Ottoline Morrell
- Janet McTeer...Vanessa Bell
- Peter Blythe...Phillip Morrell
- Jeremy Northam...Beacus Penrose
- Alex Kingston...Frances Partridge

## Prêmios e indicações
| Prêmio/evento           | Categoria                         | Recipiente                                       | Resultado |
| ----------------------- | --------------------------------- | ------------------------------------------------ | --------- |
| Festival de Cannes 1995 | Prêmio do Júri                    | Ronald Shedlo, John McGrath, Christopher Hampton | Venceu    |
| Festival de Cannes 1995 | Prêmio de interpretação masculina | Jonathan Pryce                                   | Venceu    |
| Festival de Cannes 1995 | Palma de Ouro (melhor filme)      | Ronald Shedlo, John McGrath, Christopher Hampton | Indicado  |
| BAFTA 1995              | Melhor filme britânico            | Ronald Shedlo, John McGrath, Christopher Hampton | Indicado  |
| BAFTA 1995              | Melhor ator                       | Jonathan Pryce                                   | Indicado  |

## Sinopse

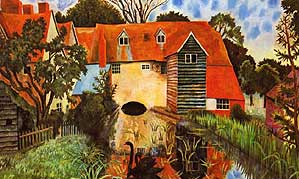
Um quadro de Carrington da "Mill House", nos povoados de Tidmarsh, Pangbourne, subindo o rio Tâmisa

Conta a história do relacionamento de 17 anos da pintora inglesa Dora Carrington com o escritor e crítico homossexual Lytton Strachey, 15 anos mais velho.

## Produção
Carrington marca a estreia na direção do roteirista Hampton, que, por insistência de Emma Thompson, assumiu o lugar de Mike Newell, que desistira do projeto.

## Trilha sonora

### Lista
1. Outside looking in 9min14
2. Opening titles  1min21
3. Fly drive  1min40
4. Cliffs of fall 2min00
5. Every curl of your beard  2min24
6. Virgin on the roof  1min40
7. Gertler  3min15
8. Leaving Gertler  1min27
9. Painting the Garden Of Eden  1min59
10. Partridge  1min54
11. Floating the honeymoon  2min45
12. Brenan  6min53
13. Beacus  2min58
14. Leaving Brenan  1min59
15. Ham Spray House  1min39
16. The infinite complexities of Christmas  4min18
17. 'Something rather impulsive'  1min48
18. 'If this is dying'  1min46
19. Franz Schubert: String Quartet In C: Adagio – Quarteto Amadeus/Robert Cohen (gravação de 1987 - Polydor/Deutsche Grammophon) 15min11

### Músicos
The Michael Nyman Band
- Michael Nyman, piano
- Beverley Davison, violino
- Ann Morfee, violino
- Claire Thompson, violino
- Nicholas Ward, violino
- Boguslow Kosteki, violino
- Harriet Davies, violino
- Kate Musker, viola
- Bruce White, viola
- Philip D'Arcy, viola
- Jim Sleigh, viola
- Tony Hinnigan, violoncelo
- Justin Pearson, violoncelo
- Tony Lewis, violoncelo
- Martin Elliott, baixo
- David Roach, saxofone-soprano
- Jamie Talbot, alto/saxofone tenor
- Richard Clews, trompa